# Anthemis cretica
Anthemis cretica — вид рослин із родини айстрових (Asteraceae).

## Біоморфологічна характеристика
Короткокореневищна багаторічна трав'яниста рослина, іноді дерев'яниста в основі, майже гола чи ± густо сірувато- чи біло-запушена. Стебла лежачі, висхідні чи прямовисні, 10–30 см, прості чи розгалужені. Листки перисторозсічені, до 5 см, первинні членики зазвичай 3-парні, прості чи частіше розділені на 3–5 зворотноланцетних ± тупих вторинних сегментів. Обгортка приквітків зазвичай 7.5–15 мм завширшки; приквітки яйцюваті чи ланцетні, ± гострі, блідо- чи темно-коричневі. Променеві квіточки, якщо вони присутні, білі, зазвичай фертильні; язички еліптичні, 5–12.5 мм. Дискові квіточки жовті. Сім'янки зворотно-пірамідальні, ± квадратні в розрізі, 1.5–3.5 мм, гладкі; чубчик ± відсутній чи до 1 мм. Це дуже поліморфний вид; виділяють 23 підвиди. 

## Середовище проживання
Зростає у Алжирі та Євразії від Іспанії до Ірану.
В Україні зростає роман карпатський Anthemis cretica subsp. carpatica (Waldst. & Kit. ex Willd.) Grierson на кам'янистих схилах гір та скелях, у Карпатах, рідко.